# Loi universelle de la gravitation

Les satellites et les projectiles obéissent à la même loi.

La loi universelle de la gravitation ou loi de l'attraction universelle, découverte par Isaac Newton, est la loi décrivant la gravitation comme une force responsable de la chute des corps et du mouvement des corps célestes, et de façon générale, de l'attraction entre des corps ayant une masse, par exemple les planètes, les satellites naturels ou artificiels.
Il s'agit, parmi les quatre interactions élémentaires, de la première qui a été découverte.

## Expression mathématique selon Newton
Deux corps ponctuels de masses respectives {\displaystyle M_{A}} et {\displaystyle M_{B}} s'attirent avec des forces vectoriellement opposées et de même valeur absolue. Cette valeur est proportionnelle au produit des deux masses, et inversement proportionnelle au carré de la distance qui les sépare. Ces 2 forces opposées ont pour axe commun la droite passant par les centres de gravité de ces deux corps.
La norme de la force exercée sur le corps {\displaystyle B} par le corps {\displaystyle A} est donnée par :
{\displaystyle {F}_{A/B}={F}_{B/A}=G{\frac {M_{A}M_{B}}{d^{2}}}}
{\displaystyle {M_{A}}} et {\displaystyle {M_{B}}} en kilogramme (kg); d en mètre (m); {\displaystyle {F}_{A/B}} et {\displaystyle {F}_{B/A}} en newton (N)
où G est la constante gravitationnelle.
Dans les unités SI, le CODATA recommande la valeur suivante :
{\displaystyle G=6{,}674\,30\times 10^{-11}\;{\mbox{N}}\cdot {\mbox{m}}^{2}\cdot \ {\mbox{kg}}^{-2}} ou aussi {\displaystyle {\rm {\ m^{3}{\cdot }kg^{-1}{\cdot }s^{-2}}}}
avec une incertitude standard de
{\displaystyle \pm 0{,}000\,15\times 10^{-11}\;{\mbox{N}}\cdot {\mbox{m}}^{2}\cdot \ {\mbox{kg}}^{-2}} ou aussi {\displaystyle {\rm {\ m^{3}{\cdot }kg^{-1}{\cdot }s^{-2}}}}.
On peut noter la proximité de la forme de cette formule avec la forme de la formule de la Loi de Coulomb sur les forces entre charges électrostatiques :
{\displaystyle |{\boldsymbol {F}}|={\frac {1}{4\pi \varepsilon _{0}}}{|q_{1}q_{2}| \over d^{2}}}
avec toutefois une distinction : la charge électrostatique peut être négative ou positive, alors que seul le cas de la masse positive est actuellement utilisé en physique habituelle.

## Énergie potentielle de gravitation
Voici le calcul menant à l'expression de l'énergie potentielle de gravitation d'un corps ponctuel de masse m à une distance R d'un corps de masse M produisant le champ de gravitation :
{\displaystyle U_{\text{potentielle}}=\int _{\infty }^{R}-{\vec {F}}\cdot {\vec {dl}}=\int _{\infty }^{R}-(-{\frac {GMm}{r^{2}}}\cdot {\vec {u_{r}}})\cdot dr.{\vec {u_{r}}}\ =\int _{\infty }^{R}{\frac {GMm}{r^{2}}}dr\cdot {\vec {u_{r}}}\cdot {\vec {u_{r}}}\ =GMm\int _{\infty }^{R}{\frac {dr}{r^{2}}}=GMm\left[-{\frac {1}{r}}\right]_{\infty }^{R}}
D'où :
{\displaystyle U_{\text{potentielle}}=-{\frac {GMm}{R}}}
Cette formule est similaire à celle du potentiel électrostatique, qui est issu de la loi de Coulomb. Ainsi, tous les calculs de gravimétrie sont transposables en électrostatique et réciproquement, ce qui est une économie de pensée considérable.

### Énergie potentielle d'une sphère homogène
Soit un corps sphérique de rayon R et de masse volumique uniforme {\displaystyle \rho }.
On peut démontrer que son énergie potentielle interne {\displaystyle U_{potentielle}} est égale à :
{\displaystyle U_{\text{potentielle}}=-{\frac {3}{5}}{\frac {GM^{2}}{R}}}

## Histoire de la découverte de la force de gravitation

### Travaux antérieurs à Newton
Chargé par Tycho Brahe d'étudier le mouvement des planètes, Johannes Kepler écrit ses conclusions dans l'ouvrage Astronomia nova où sont indiquées trois lois qui vérifient le mouvement des planètes et des astres, ces lois seront par la suite appelées lois de Kepler. Dans Harmonices Mundi, Kepler écrivit : « C'est comme si une force émane du Soleil ». Il y étudia la piste d'une force magnétique. Sur ces bases, à partir de la 3e loi de Kepler, Isaac Newton développa sa théorie sur la gravitation.

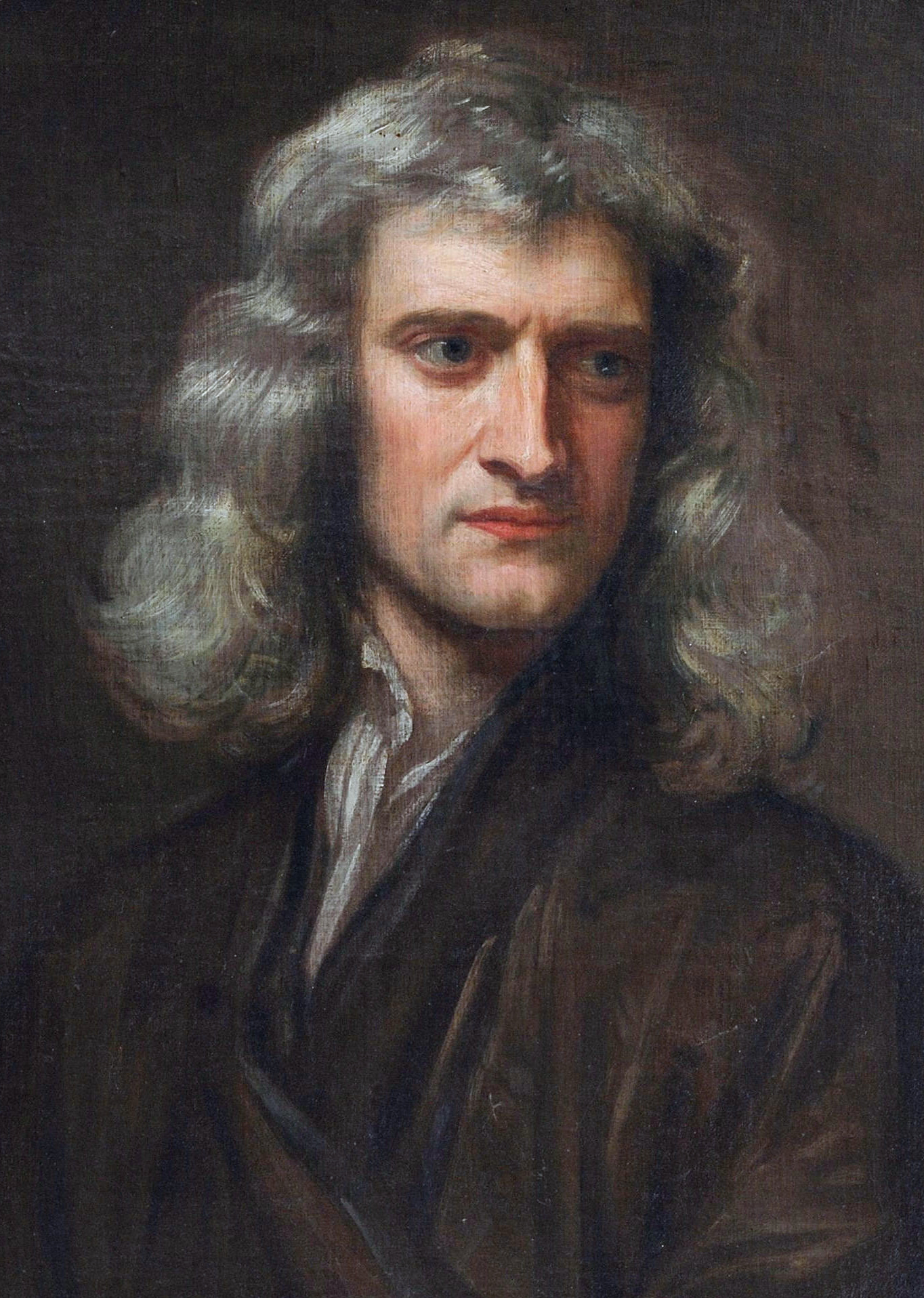
Portrait d'Isaac Newton (1643-1727) par Godfrey Kneller (1689).

Isaac Newton (1643-1727) publie son ouvrage fondamental, portant le titre Principes mathématiques de la philosophie naturelle (Philosophiæ naturalis principia mathematica) en 1687. Il y pose les fondations d'une nouvelle physique. Il y expose son système du monde et démontre les lois de Kepler à partir de la loi d'attraction universelle des masses. Selon celle-ci, deux points massiques quelconques de l'univers s'attirent avec une force qui est inversement proportionnelle au carré de la distance qui les sépare, et que la force agit le long de la direction qui les joint. Cette loi fera par la suite référence dans les domaines de la mécanique, de la mécanique céleste, de la géodésie et de la gravimétrie.
Sur la loi d'attraction des corps, les idées les plus vagues et changeantes ont circulé avant Newton, mais celui-ci ne fut pas le premier à penser que l'action diminuait avec la distance comme l'inverse du carré. Pour Roger Bacon, toutes les actions à distance se propagent en rayons rectilignes, comme la lumière. Johannes Kepler reprend cette analogie. Or, on savait depuis Euclide que l'intensité lumineuse émise par une source varie en raison inverse du carré de la distance à la source. Dans cette analogie optique, la virtus movens (énergie mouvante) émanant du Soleil et agissant sur les planètes devrait suivre la même loi. Toutefois, en ce qui concerne la dynamique, Kepler demeure un péripatéticien, c'est-à-dire un disciple d'Aristote. Ainsi, pour lui la force est proportionnelle à la vitesse et non au taux de variation de la vitesse (à l'accélération), comme le postulera plus tard Newton. De sa deuxième loi (r v = constante), Kepler tirera donc la conséquence erronée suivante : la virtus movens du Soleil sur les planètes est inversement proportionnelle à la distance du Soleil. Pour concilier cette loi avec l'analogie optique, il soutient que la lumière se répand de tous côtés dans l'espace, alors que la « virtus movens » n'agit que dans le plan de l'équateur solaire.
Plus tard, Ismaël Boulliau (1605-1691) pousse jusqu'au bout l'analogie optique dans son ouvrage Astronomia Philolaïca, paru en 1645. Il soutient donc que la loi d'attraction est inversement proportionnelle au carré de la distance. Toutefois, pour Boulliau, l'attraction est normale au rayon vecteur, tandis que pour Newton elle est centrale. D'autre part, René Descartes se bornera à remplacer la « virtus movens » de Kepler par l'entraînement d'un tourbillon éthéré. Il est suivi en cela par Roberval, qui est lui aussi un adepte de la théorie des tourbillons. Plus méritoirement, Giovanni Alfonso Borelli (1608-1679) explique pourquoi les planètes ne tombent pas sur le Soleil en évoquant l'exemple de la fronde : il équilibre l'«instinct» que possède toute planète à se porter vers le Soleil par la « tendance » que possède tout corps en rotation à s'éloigner de son centre. Pour Borelli, cette « vis repellens » (force répulsive) est inversement proportionnelle au rayon de l'orbite.

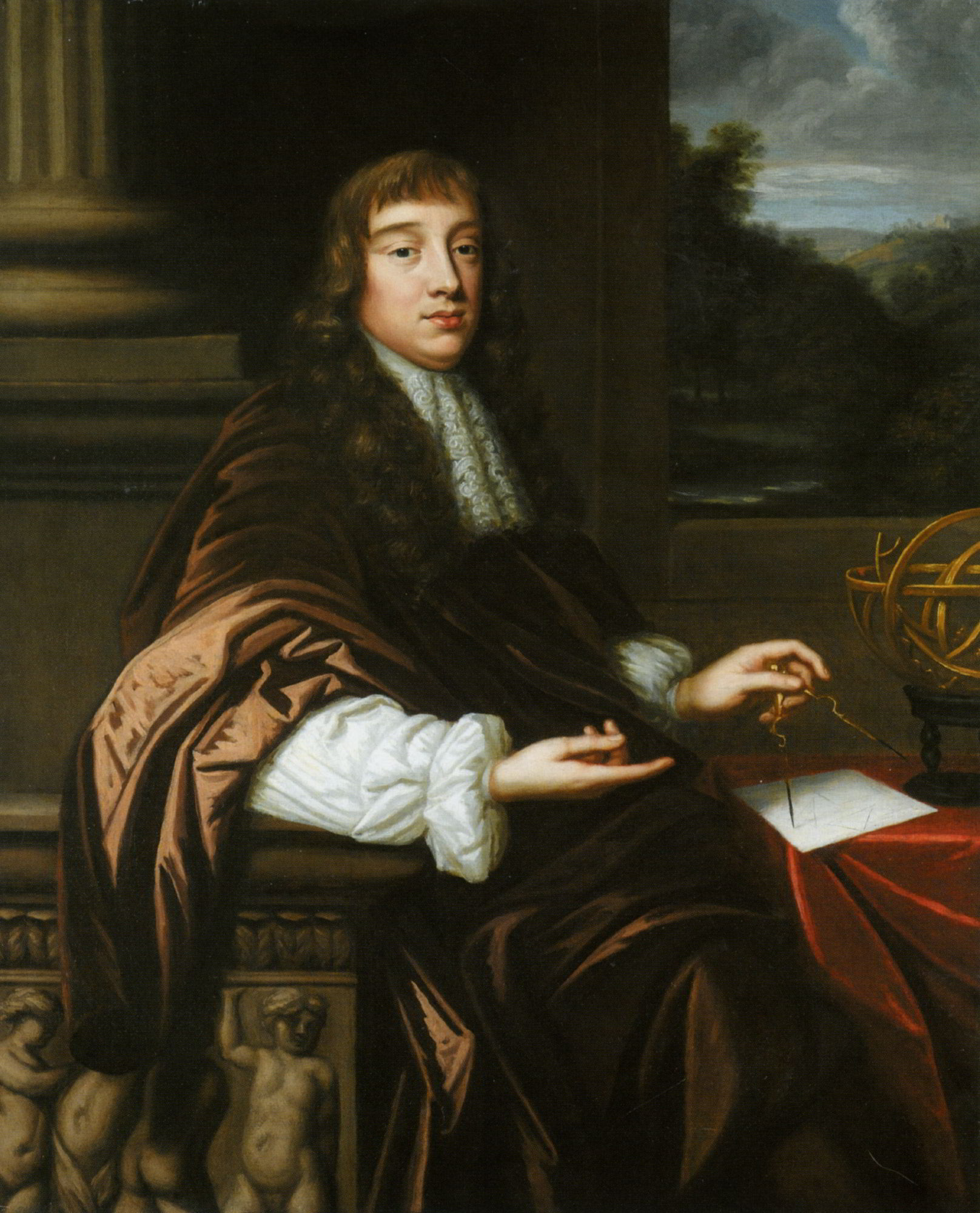
Portrait d'un mathématicien (collection particulière), portrait supposé de Robert Hooke vers 1680, par Mary Beale.

Robert Hooke, secrétaire de la « Royal Society », admet que l'attraction décroît avec la distance. En 1672, il se prononce pour la Loi en carré inverse, en se basant sur l'analogie avec l'optique. Cependant, ce n'est que dans un écrit daté de 1674 et intitulé « An attempt to prove the motion of the Earth from observations » (Un essai pour prouver le mouvement de la Terre à partir d'observations) qu'il formule clairement le principe de la gravitation. Il écrit en effet que « tous les corps célestes, sans exception, exercent un pouvoir d'attraction ou de pesanteur dirigé vers leur centre, en vertu duquel non seulement ils retiennent leurs propres parties et les empêchent de s'échapper, comme nous voyons que le fait la Terre, mais encore ils attirent aussi tous les corps célestes qui se trouvent dans la sphère de leur activité. D'où il suit, par exemple, que non seulement le Soleil et la Lune agissent sur la marche et le mouvement de la Terre, comme la Terre agit sur eux, mais que Mercure, Vénus, Mars, Jupiter et Saturne ont aussi, par leur pouvoir attractif, une influence considérable sur le mouvement de la Terre, de même que la Terre en a une puissante sur le mouvement de ces corps ».
Comme on le voit, Hooke avait formulé le premier la loi de l'attraction des planètes tout à fait correctement, mais il ne l'avait pas établie,. Pour valider son hypothèse de l'inverse carré, Hooke aurait dû connaître les lois de la force centrifuge. Or, les énoncés de celles-ci ne furent publiés par Huygens qu'en 1673 sous la forme de treize propositions annexées à son « Horologium oscillatorium ». En fait, Huygens avait rédigé dès 1659 un traité intitulé « De vi centrifuga » (Sur la force centrifuge), dans lequel ces lois étaient démontrées, mais celui-ci ne parut qu'en 1703, dans ses œuvres posthumes éditées par de Volder et Fullenius. Toutefois, dès 1684, Sir Edmond Halley (1656-1742), ami de Newton, applique ces théorèmes à l'hypothèse de Hooke. En utilisant la troisième loi de Kepler, il trouve la loi de l'inverse carré.

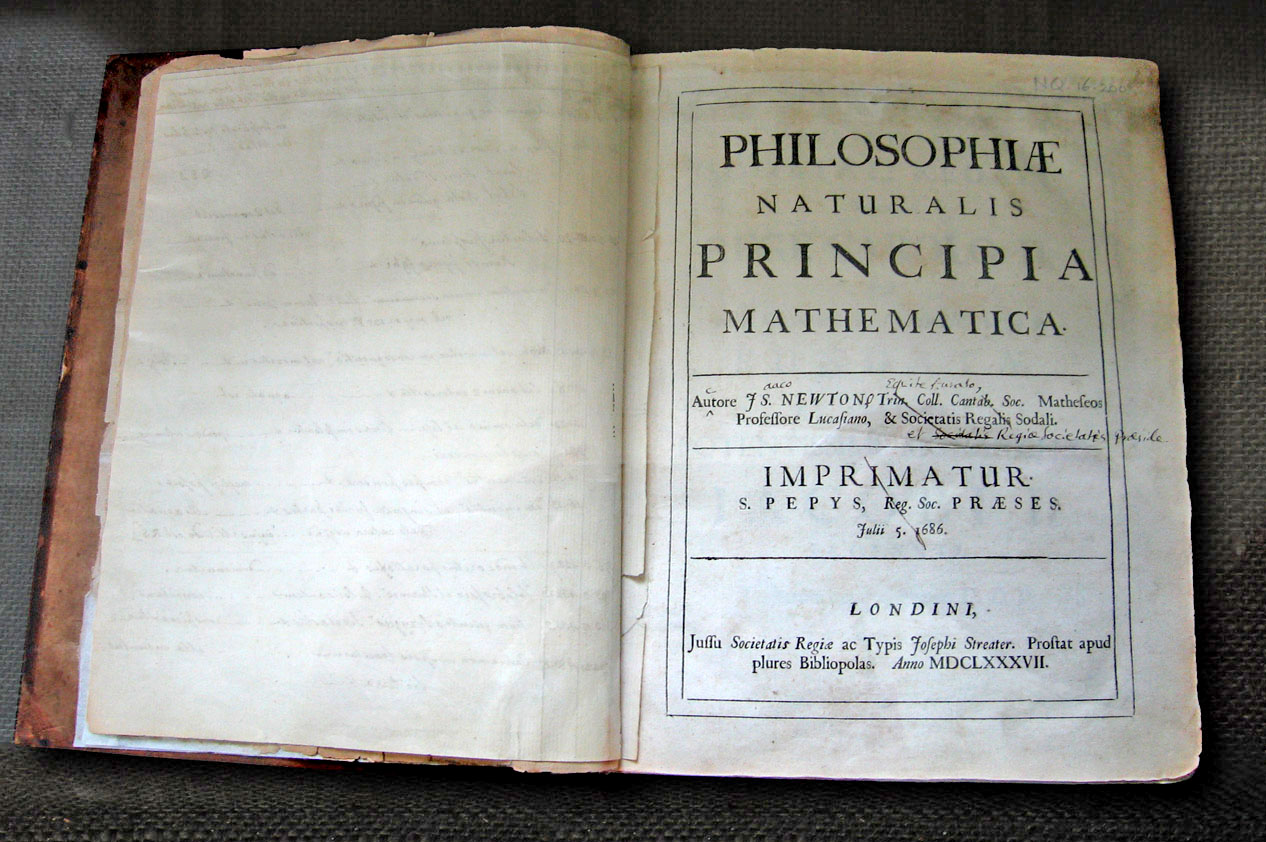
Première édition des «Principia Mathematica» annotée de la main d'Isaac Newton.

En 1687, Newton publie ses Principes mathématiques de la philosophie naturelle. Par une analyse analogue à celle de Halley, il formule la loi de l'attraction inversement proportionnelle au carré de la distance, en se fondant sur la troisième loi de Kepler. Néanmoins, étant sans doute plus scrupuleux que ses précurseurs, Newton entend soumettre cette loi au contrôle de l'expérience. Aussi cherche-t-il à vérifier si l'attraction exercée par la Terre sur la Lune répond à cette loi et si l'on peut identifier cette attraction à la pesanteur terrestre, afin d'établir le caractère universel de l'attraction. Sachant que le rayon de l'orbite lunaire vaut environ 60 rayons terrestres, la force qui maintient la Lune sur son orbite serait, dans ces conditions, 60²=3600 fois plus faible que la pesanteur. Un « grave » tombant en chute libre au voisinage de la surface terrestre parcourt dans la première seconde une distance de 15 pieds, ou 180 pouces. La Lune devrait donc tomber vers la Terre à raison d'un vingtième de pouce par seconde. Or, connaissant la période de révolution de la Lune et la dimension de son orbite, on peut calculer sa vitesse de chute. Avec la valeur acceptée en Angleterre en ce temps, Newton trouva seulement un vingt-troisième de pouce par seconde. Devant cette divergence, il renonça à sa théorie. Ce n'est que seize ans plus tard (en 1682) qu'il apprit au cours d'une réunion de la Royal Society la valeur du rayon terrestre déterminé en 1669 par l'astronome et géodésien français Jean Picard. Avec la valeur que Picard donnait pour le rayon de la Terre (6 372 km), Newton trouva que la vitesse de chute de la Lune était bien un vingtième de pouce par seconde, valeur qui confirmait sa théorie.
Parmi les propositions intéressant la mécanique céleste et la gravimétrie, on trouve dans les Principia mathematica plusieurs théorèmes sur l'attraction des sphères et des autres corps. Par exemple, Newton démontre que l'attraction gravifique d'un corps sphérique dont la masse est répartie sur des couches sphériques isopycniques est la même que celle d'un point massique situé au centre du corps et possédant la masse totale de celui-ci. Une autre conséquence importante de la théorie de Newton, détaillée aussi dans les Principia, est que la Terre doit être légèrement aplatie aux pôles du fait de la force centrifuge créée par la rotation de la terre sur elle-même.

### Compatibilité de l'hypothèse newtonienne avec la troisième loi de Kepler
On part de la 3e loi de Kepler, s'appliquant à tout astre du système solaire :
{\displaystyle \left({\frac {2\pi }{T}}\right)^{2}a^{3}=k}
Avec a, demi grand-axe de l'orbite, T période (année de l'astre), k constante de gravitation.
Dans le cas d'une orbite circulaire, la 3e loi de Kepler s'écrit :
{\displaystyle \left({\frac {2\pi }{T}}\right)^{2}r^{3}=k}
où r est le rayon de l'orbite circulaire. En divisant les deux termes de l'équation par {\displaystyle r^{2}}, on a :
{\displaystyle \left({\frac {2\pi }{T}}\right)^{2}r={\frac {k}{r^{2}}}}
Selon la loi fondamentale de la dynamique (seule la force de gravitation {\displaystyle F_{g}} est prise en compte):
{\displaystyle \sum {\vec {F}}={\vec {F_{g}}}=m{\vec {\Gamma }}} 

Or l'accélération centripète vaut {\displaystyle \Gamma _{c}={\frac {V^{2}}{r}}}, où {\displaystyle V={\frac {2\pi r}{T}}} est la vitesse tangentielle.
D'où :
{\displaystyle \Gamma _{c}={\frac {\left({\frac {2\pi r}{T}}\right)^{2}}{r}}=\left({\frac {2\pi }{T}}\right)^{2}r}
Puisque, en cas d'une orbite circulaire, la seule accélération est centripète, selon la loi fondamentale de la dynamique, et la 3e loi de Kepler on a :
{\displaystyle F_{g}=m\Gamma _{c}=m\left({\frac {2\pi }{T}}\right)^{2}r={\frac {km}{r^{2}}}}
En posant {\displaystyle k=GM_{s}}, avec G, constante de gravitation universelle et {\displaystyle M_{s}}, masse du soleil, on obtient :
{\displaystyle F_{g}=G{\frac {M_{s}m}{r^{2}}}}, loi de la gravitation reformulée par Newton.
Cela démontre que l'hypothèse d'une force agissant à distance entre objets massifs telle qu'émise par Newton est compatible avec la 3e loi de Kepler, au moins pour des orbites circulaires.

### Retentissement de la découverte
En août 1684, Halley vint lui rendre visite à Cambridge. Après avoir passé quelque temps ensemble, Halley lui a demandé ce qu'il pensait être la courbe qui serait décrite par les planètes en supposant que la force d'attraction vers le soleil était l'inverse du carré de leur distance par rapport à lui. Newton a répondu immédiatement que ce serait une ellipse. Halley, frappé de joie et d'étonnement, lui demanda comment il le savait. Eh bien, dit-il, je l'ai calculé. Sur quoi Halley lui demanda son calcul sans plus attendre. Newton a regardé parmi ses papiers mais n'a pas pu le trouver. Il lui demandera alors du temps pour mettre « tout ce fatras » au propre, et lui promettra de lui envoyer les résultats de ses calculs : ce qui exigera de sa part un effort colossal qu'il concrétisera dans un temps relativement court (environ dix-huit mois) lors de la publication de ses travaux en trois volumes.
Cependant, trois mois après leur rencontre Newton a utilisé pour la première fois cette loi dans un manuscrit de neuf pages dont l'intitulé présumé est « De motu corporum in gyrum » (Sur le mouvement des corps en orbite), mais pour des astres supposés ponctuels. Il a découvert et prouvé par une méthode mathématique radicale et différente de sa démonstration initiale que tout en astronomie s'en déduit, et qu'il peut même appliquer sa loi à la pesanteur, unifiant ainsi la mécanique terrestre et la mécanique céleste. Newton enverra son manuscrit à Halley en novembre 1684, qui en fera le rapport en séance le 10 décembre 1684 à la Royal Society. Halley encouragera Newton à persévérer et à développer ses théories dans ses Principia.
En 1687, paraîtront les Principia, montrant la voie pour la recherche du XVIIIe siècle. Pour la première fois, est mise pleinement en acte la pensée de Galilée : le grand livre de la Nature peut s'expliquer par les mathématiques. Tous ses rivaux (Hooke, Huygens, etc.) sont relégués à l'avant Newton, un peu comme après 1905, on parlera de avant/après Einstein. Pourtant, Newton reprendra à son compte dans une lettre à Hooke datée du 5 février 1675, un aphorisme déjà énoncé par Bernard de Chartres, parfois attribué à Nicole Oresme : « Si j'ai pu voir un peu au-delà, c'est que j'étais porté par des épaules de géants ». Il est clair que la loi en 1/r² est déjà connue de Hooke et de Halley, mais personne ne l'a énoncée ainsi. Newton a surtout été acclamé pour sa reformulation des lois de Kepler, alors que c'est un théorème parmi bien d'autres.
Les travaux de Newton ne paraîtront en France qu'en 1756 et en Allemagne qu'en 1872.

## La loi de Newton, une approximation de la gravitation relativiste
Vers 1900, on sait qu'il reste à expliquer un résidu dans la précession de la trajectoire de la planète Mercure autour du Soleil. Bien qu'il n'ait pas cherché à résoudre cette anomalie, Einstein expliquera ces fameuses 43 secondes d'arc par siècle, en inventant sa théorie de la gravitation appelée relativité générale en 1915.
Selon le philosophe des sciences Thomas Samuel Kuhn, la théorie d'Einstein ne fait pas que corriger la théorie de Newton, mais l'invalide profondément et affirmer que « la loi de Newton fournit une bonne solution approchée lorsque les vitesses relatives des corps considérés sont petites en comparaison de la vitesse de la lumière » représenta une simple tentative de conciliation des positivistes logiques entre les deux modèles. La théorie d'Einstein représente un changement majeur de paradigme par rapport à la théorie newtonienne, puisqu'elle fait perdre au temps et à l'espace leur caractère d'absolus, de même que l'astronomie de Copernic modifiait radicalement la vision du monde de Ptolémée.
La loi de Newton est une première approximation de la gravitation relativiste, valable si {\displaystyle {\frac {v}{c}}<<1} (où v désigne la vitesse relative des corps et c la vitesse de la lumière) et si les masses en jeu sont faibles, ce qui implique une petite déformation de l'espace-temps au voisinage des masses. L'anomalie du périhélie de Mercure est un petit effet de la déformation de l'espace-temps par la masse solaire, et ce fut le premier élément indiquant l'insuffisance de la loi de Newton.
La loi de Newton ne s'applique ni aux trous noirs à l'intérieur de leur rayon de Schwarzschild, ni à la déformation de l'espace-temps (présenté par simplification comme « déviation de la lumière ») par la gravitation, ou autres phénomènes observés au XXe siècle. Elle n'en reste pas moins utilisée seule, et avec succès, pour calculer les lancements de satellites, mais tenir compte de la Relativité devient indispensable dans ces satellites s'ils font partie d'un système GPS.
On notera qu'il existe trois autres forces fondamentales en physique :
- la force électromagnétique (courants électriques, aimants, etc.) ;
- l'interaction faible ;
- l'interaction forte (cohésion des noyaux) ;

ces trois dernières forces fondamentales pouvant être unifiées.

## Aspects philosophiques
Dans les années 1800-1825, le philosophe Claude Henri de Rouvroy de Saint-Simon se mobilise dans la recherche d'un principe universel capable de sous-tendre une philosophie conçue comme la science générale, c'est-à-dire la synthèse des sciences particulières. La gravitation universelle fera office de principe unique sur lequel il bâtit sa théorie philosophique. Saint-Simon propose donc de remplacer l'idée abstraite de Dieu par la loi universelle de la gravitation, loi à laquelle Dieu aurait soumis l'univers. Newton l'a découverte, mais cinq « géants » en avaient précédemment posé les bases : Copernic, Kepler, Galilée, Huygens et Descartes.
Il en conclut :
1. Qu'on peut déduire d'une manière plus ou moins directe l'explication de tous les phénomènes de l'idée de gravitation universelle ;
2. Que le seul moyen pour réorganiser le système de nos connaissances est de lui donner pour base l'idée de gravitation, qu'on l'envisage sous le rapport scientifique, religieux ou politique ;
3. Que l'idée de la gravitation n'est point en opposition avec celle de Dieu, puisqu'elle n'est autre chose que l'idée de la loi immuable par laquelle Dieu gouverne l'univers ;
4. Qu'en l'associant à une pédagogie convenable, la philosophie de la gravitation peut remplacer successivement et sans secousse, par des idées claires et plus précises, tous les principes de morale utile que la théologie enseigne[11].

David Hume voyait dans les Principia le modèle de la science, qu'il voulait appliquer à la philosophie.
Plus récemment, Stephen Hawking a également émis une déclaration du même ordre selon laquelle la gravitation, pourtant la plus faible des forces physiques — il faut toute la masse de la Terre pour qu'une pomme puisse peser le poids d'une pomme —[réf. nécessaire] était le grand ordonnateur[réf. nécessaire] de l'univers[source insuffisante].